# カスパー・ヒュルマンド
カスパー・ヒュルマンド（Kasper Hjulmand）は、デンマーク・オールボー出身の元サッカー選手、現サッカー指導者。
2019年6月よりデンマーク代表の監督を務める。

## 選手経歴
1987年にランダース・フレハでキャリアをスタートさせ、4年間プレーし、1992年の冬にヘレフIFと契約。ヘレフIFでは2シーズンプレーし、1995年の冬にB.93に移籍した。26歳のとき、ヒュルマンドは膝の怪我のためにサッカー選手からの引退を余儀なくされた。

## 指導者経歴
1998年にU-18リンビーBKの監督に就任して指導者としてのキャリアをスタートさせた。アシスタントコーチを経て2011年に監督に就任したFCノアシェランでは、同クラブ史上初のデンマーク・スーペルリーガ優勝に導いた。
2014年5月15日、ヒュルマンドはトーマス・トゥヘルの後任として、次シーズンからのFSVマインツ05の監督に就任することが決定した。就任後最初の試合となったUEFAヨーロッパリーグ3次予選第1戦のアステラス・トリポリスFC戦ではマインツが1-0で勝利したが、第2戦では1-3で敗れ、敗退した。またDFBポカールでも1回戦でケムニッツァーFCにPK戦の末敗退。苦しいスタートを切った。それでもリーグ戦では開幕から8試合無敗を維持し、一時は3位につけた。しかしその後、13試合のうち1試合しか勝利できずチームは14位まで順位を下げ、2015年2月17日に解任された。
2016年1月1日から2019年3月25日まで、再びFCノアシェランの指揮を執った。
2019年6月、UEFA EURO 2020終了後にオーゲ・ハレイデの後任としてデンマーク代表監督に就任することが発表された。EURO 2020はCOVID-19パンデミックにより延期されたため、結局ハレイデはEURO 2020でチームを指揮することはなかった。2021年6月から7月にかけて行われたEURO　2020では、ベルギー、ロシア、フィンランドと同居したグループBを2位で通過。ラウンド16でウェールズ、準々決勝でチェコを破り、チームをベスト4に導いた。
自身2度目のメジャー大会となった2022 FIFAワールドカップでは、フランスとチュニジア、オーストラリアと同組のグループDに組み分けされたが、初戦のチュニジア戦をスコアレスドローで終えると、2戦目のフランス戦を1-2で落とす。後が無くなった最終節のオーストラリア戦でも0-1で敗れ、大会未勝利かつ自国の得点は一つのみという苦しい結果に終わった。

## 監督成績
2021年10月12日現在
| クラブ       | 就任          | 退任          | 記録 | 記録 | 記録 | 記録 | 記録  |
| ------------ | ------------- | ------------- | ---- | ---- | ---- | ---- | ----- |
| クラブ       | 就任          | 退任          | 試   | 勝   | 分   | 負   | 勝率  |
| リンビー     | 2006年1月1日  | 2008年7月7日  | 50   | 14   | 12   | 24   | 28.00 |
| ノアシェラン | 2011年7月1日  | 2014年5月18日 | 122  | 58   | 25   | 39   | 47.54 |
| マインツ     | 2014年5月18日 | 2015年2月17日 | 24   | 5    | 11   | 8    | 20.83 |
| ノアシェラン | 2016年1月1日  | 2019年3月25日 | 113  | 43   | 31   | 39   | 38.05 |
| デンマーク   | 2020年7月1日  |               | 24   | 17   | 2    | 5    | 70.83 |
| 合計         | 合計          | 合計          | 333  | 137  | 81   | 115  | 41.14 |

## タイトル

### 監督
リンビー
- デンマーク・ファーストディビジョン：2006-2007

ノアシェラン
- デンマーク・スーペルリーガ：2011-2012